# John Billings
John Billings (5. března 1918 Melbourne – 1. dubna 2007 Richmond, Victoria, Austrálie) byl australský lékař (neurolog), tvůrce tzv. Billingsovy ovulační metody přirozeného plánování rodičovství.
Vzdělání získal na Xavier College a na Univerzitě v Melbourne. V roce 1943 se oženil s Evelyn Livingstonovou (nar. 8. února 1918), se kterou měli 9 dětí. Během druhé světové války působil jako vojenský lékař na Nové Guineji.
V roce 1953 začal spolu se svojí ženou Evelyn pracovat na vývoji metody přirozeného plánování rodičovství založené na sledování hlenu děložního čípku. Společně pak založili organizaci WOOMB (angl. World Organisation of the Ovulation Method Billings), která má za cíl výuku a propagaci této metody a jejíž centra se nacházejí po celém světě.
John Billings byl za své zásluhy oceněn v roce 1991 Řádem Austrálie a v roce 2003 Řádem sv. Řehoře Velikého.